# PlayerUnknown's Battlegrounds
PlayerUnknown's Battlegrounds (PUBG) este un joc online multiplayer de battle royale dezvoltat și publicat de PUBG Studios, o filială a companiei sud-coreeane de jocuri video Krafton. Jocul se bazează pe modurile anterioare create de Brendan "PlayerUnknown" Greene pentru alte jocuri, inspirat de filmul japonez Battle Royale din 2000, și s-a extins într-un joc independent sub direcția creatoare a lui Greene. În joc, până la o sută de jucători se parașutează, pe o insulă și scormonesc după arme și echipament pentru a ucide pe alții, evitând însă să moară chiar ei. Zona de siguranță disponibilă pe harta jocului scade în timp, direcționând jucătorii supraviețuitori în zone mai stricte pentru a forța întâlnirile. Ultimul jucător sau echipă câștigă runda.

## Legături externe
- Site web oficial
- PUBG Mobile